# ФК Сошо
ФК Сошо (фр. Football Club Sochaux-Montbéliard) је професионални француски фудбалски клуб из Монбелијара који тренутно игра у Другој лиги Француске. Клуб је основан 1928. године од стране радника из фабрике Пежо у малом селу Сошо. Домаће утакмице игра на стадиону Аугуст Бонал.

## Титуле и достигнућа
- Прва лига Француске
  - Првак: 1935, 1938.
  - Друго место: 1937, 1953, 1980.
- Друга лига Француске
  - Првак: 1947, 2001.
  - Друго место: 1964,1988.
- Куп Француске
  - Освајач: 1937, 2007.
  - Финалиста: 1959, 1967, 1988.
- Лига куп Француске
  - Освајач: 2004.
  - Финалиста: 2003.
- Гамбардела куп
  - Освајач: 1983, 2007, 2015.
  - Финалиста: 1975, 2010.